# Albert Radziwiłł (1558–1592)
Albert Radziwiłł (8 mars 1558 - 13 juin 1592), en lituanien : Albertas Radvila), ordynat d'Olyka, Niasvij et Kletsk, grand maréchal de Lituanie. Il est le fils de Mikołaj Krzysztof Radziwiłł surnommé Le Noir (1515-1565) et de Elżbieta Szydłowiecka (en) et à ce titre 1er ordynat de Kletsk.

## Biographie
Avec ses frères Jerzy et Stanisław, il étudie à l'Université de Leipzig (1570-1573) puis à Rome (1575-1576). En 1574, il se convertit au catholicisme. De 1579-1581, il participe à la guerre de Livonie. Pour avoir pris part à la prise de Polotsk il est promu au rang de maréchal de la Cour et participe à la conclusion du traité de Jam Zapolski en 1582.
Vers la fin de l'année 1591, il prend part aux négociations de mariage entre la roi  Zygmunt III et Anne de Habsbourg et assiste aux cérémonies de mariage et de couronnement les 30 et 31 mai 1592 à Vienne. De retour à Cracovie, il tombe malade et décède le 13 juin.

## Mariage et descendance

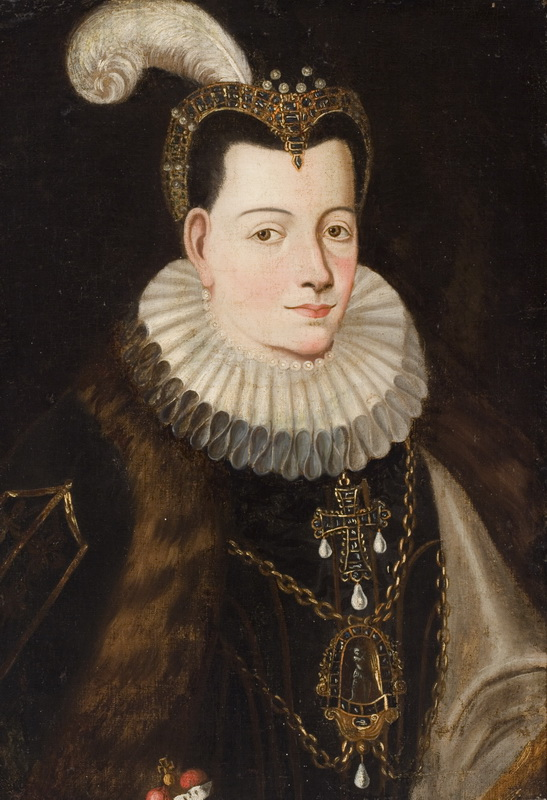
Anna Kettler épouse d'Albert Radziwiłł.

Il épouse Anna Kettler (pl), fille de Gotthard Kettler, duc de Coulande et d'Anne de Mecklembourg-Güstrow (en). Ils ont quatre enfants :
- Anna
- Katarzyna
- Barbara
- Jan Albert Radziwiłł (1591-1626)

## Sources
- (pl) Cet article est partiellement ou en totalité issu de l’article de Wikipédia en polonais intitulé « Albrecht Radziwiłł (1558-1592) » (voir la liste des auteurs).